# Jackie McNamara
Pour les articles homonymes, voir McNamara.
Jackie McNamara, né le 24 octobre 1973 à Glasgow, est un footballeur international écossais qui évolue au poste de latéral droit.

## Biographie
Il commence sa carrière au Dunfermline Athletic FC avant de signer pour le Celtic FC en 1995. Il joue pour les Bhoys pendant 10 saisons avant de quitter le club en juin 2005, à l'issue d'un « testimonial match » pour fêter ses 10 ans au club. 
Il signe dans la foulée à Wolverhampton Wanderers, ayant refusé une prolongation de contrat. Après quelques matchs il se blesse gravement, et manque pratiquement tout le reste de la saison. 
En juin 2007 il retourne en Écosse, et s'engage avec Aberdeen. En mai 2008 il signe avec le Falkirk FC pour la saison 2008/2009.
En 2010, il est prêté, puis transféré définitivement au club de Partick Thistle.

## Carrière

### Joueur
- 1991-1995 : Dunfermline  Écosse
- 1995-2005 : Celtic Glasgow  Écosse
- 2005-2007 : Wolverhampton Wanderers  Angleterre
- 2007-2008 : Aberdeen FC  Écosse
- 2008-2010 : Falkirk  Écosse
- 2010-2011 : Partick Thistle  Écosse[1]

### Entraîneur
- avr. 2011-jan. 2013 : Partick Thistle  Écosse
- jan. 2013-sep. 2015 : Dundee United  Écosse
- nov. 2015-oct. 2016 : York City  Angleterre

## Sélections
- 33 sélections et 0 but avec l'Écosse entre 1996 et 2005
- 1 sélection en Écosse B (en) en 1996
- 12 sélections en Écosse espoirs entre 1994 et 1996
- Champion d'Écosse en 1998, 2001, 2002 et 2004 avec le Celtic FC
- Vainqueur de la Coupe d'Écosse en 2001, 2004 et 2005 avec le Celtic FC
- Vainqueur de la Coupe de la Ligue écossaise en 1997, 2000 et 2001 avec le Celtic FC